# Nadační fond Avast
Nadační fond Avast patřil k největším nadacím v České republice, které se zabývají charitativní činností a filantropií. Zřizovatelem nadačního fondu byla dne 13. prosince 2010 společnost Avast Software z iniciativy jejích zakladatelů Pavla Baudiše a Eduarda Kučery, kteří správu fondu svěřili svým manželkám Jarmile a Miladě. Firma Avast Software se zavázala každoročně přispívat do rozpočtu svého nadačního fondu procentuální část ze zisku a rozhodla se dlouhodobě podporovat obecně prospěšné organizace, projekty a nápady. 
Ke konci roku 2020 nadační fond Avast zanikl přeměnou na nadační fond Abakus – nadační fond zakladatelů Avastu.
Abakus sám sebe označuje za "rodinný nadační fond Pavla Baudiše a Eduarda Kučery".
Společnost Avast Software zároveň oznámila a poté v Nizozemsku založila nadaci Avast Foundation.

## Účel a prostředky nadačního fondu
Nadační fond Avast se věnoval především charitativní filantropii a za ústřední téma si zvolil paliativní péči. Od roku 2013 začíná nadační fond podporovat systémové změny. Ve svých strategických programech se zaměřuje na rozvoj péče v období na konci života a podporu rodin s dítětem s postižením. Fond podporuje také kulturní projekty, např. výstavní činnost galerie Rudolfinum. Nadační fond byl nedílnou součástí společenské odpovědnosti společnosti Avast Software a systematicky zapojoval do své práce a aktivit její zaměstnance.
Prostředky fondu rostly úměrně k úspěšnosti mateřské firmy Avast Software, která na činnost fondu vyčleňuje procentuální podíl ze svého zisku. V roce 2016 podpořil nadační fond celkově 180 projektů v České republice. Rozdělil 83 milionů korun a stal se tak druhým největší firemním nadačním fondem v zemi. Prostřednictvím globální komunity zaměstnanců se Fond od roku 2016 angažuje i mimo hranice České republiky, v zemích, kde se nachází její pobočky.

## Ocenění
- 2014 Cena Via Bona – Cena pro velkou firmu za rozvoj paliativní péče v ČR a dlouhodobou pomoc občanskému sdružení Cesta domů, která díky tomu mohla posílit stabilitu zdravotního týmu a zvýšit kapacitu poskytované pomoci.[8][9] Avast nominovaly i další organizace, které firma finančně podporuje: Hospicová péče sv. Zdislavy, o.p.s., Hospic Anežky České, Sdílení o.p.s., Nadační fond Umění doprovázet, Domov Sue Ryder, o.p.s., Společnost DUHA, Oblastní charita Červený Kostelec a Sdružení Linka bezpečí.
- 2017 Cena SDGs (Sustainable Development Goals, SDGs) – hlavní cena odborné poroty za program „Spolu až do konce“.[10][11] Ceny SDGs se v ČR v tomto roce udělovaly vůbec poprvé. Tato cena byla udělena za rozvoj paliativní péče v nemocnicích, program Spolu až do konce byl vybrán z 215 nominovaných projektů. Cena SDG (Cíle udržitelného rozvoje) je program OSN, na němž se podílí všechny členské státy OSN, zástupci občanské společnosti, podnikatelské sféry či akademické obce. V ČR tuto cenu vyhlašuje prostřednictvím Asociace společenské odpovědnosti česká kancelář OSN, Úřad vlády, Ministerstvo průmyslu a obchodu a Česká rozvojová agentura.
- 2019 – Cena Ď od Kraje Vysočina.[12]

## Činnost nadačního fondu
Hlavním posláním Nadačního fondu Avast bylo všestranně přispívat k zlepšování a rozvoji kvality života a působit k rozvoji duchovních a materiálních hodnot, rozvoji a uplatňování základních lidských práv a humanitárních zásad a přispívat k lepšímu životu jednotlivce i společnosti jako takové.
V této souvislosti Nadační fond uskutečňoval zejména činnost směřující k podpoře lidí, kteří jsou ve společnosti znevýhodněni pro svůj zdravotní a/nebo sociální stav a/nebo etnický původ, rozvoji vzdělanosti a podpoře talentovaných mladých lidí, podpoře tělesného rozvoje a sportovního vyžití, podpoře rozvoje zdravotnických zařízení, zejména jejich materiální vybavenosti, podpoře umění, zlepšování kvality životního prostředí a podpoře ekologických projektů, podpoře aktivit v oblasti péče o zvířata a podpoře obecně prospěšných a potřebných aktivit.
Nadační fond byl podporovatelem, který se zaměřoval na témata spíše opomíjená, nacházející se na okraji zájmu společnosti, a na hledání inovativních řešení. Společným motivem nadačních programů je soběstačnost a možnost důstojně se rozhodovat o vlastním životě. Jedním z témat je rozvoj paliativní péče nebo soběstačný život lidí s postižením.

### Programy

#### Spolu až do konce / Together until the end
Základní vizí programu Spolu až do konce je, aby co nejvíce lidí v České republice mělo v důležité fázi života, v jeho závěru, k dispozici kvalitní informace a mohlo se svobodně rozhodnout, kde a jak chtějí zemřít, jaký způsob péče zvolí a koho chtějí mít nablízku. Program se každým rokem věnuje novému tématu podpory. Snahou je, aby reagoval na reálné potřeby a dodržoval kontinuitu s předchozími ročníky a vývojem a zráním paliativní péče v České republice.
Na začátku se program věnoval podpoře hospicové péče. Došlo k dlouhodobému rozvoji fundraisingu ve třetině hospiců v ČR, rozšíření jejich kapacity a podpoře vzdělávání pracovníků v hospicové péči. Stále se však většina úmrtí odehrává v nemocnicích. V České republice jde o 70 % všech úmrtí. V nemocnicích často nemají lidé na konci života možnost komplexní paliativní, sociální a duchovní péče a často jsou zde bez přítomnosti svých blízkých. Tento fakt se snažil program Spolu až do konce změnit ve svém třetím ročníku v roce 2016. Jednalo se o 18 projektů v nemocnicích po celé České republice. V těchto nemocničních zařízeních vznikly multidisciplinární paliativní týmy, které se plně zaměřují na problematiku paliativní péče a zpřístupňují ji pro stále více pacientů. Cílem je podpořit vznik center excelence na půdě nemocnic i hospiců a šíření dobré praxe v tomto v České republice donedávna opomíjeném odvětví.
Do roku 2019 poskytl Nadační fond Avast více než 100 milionů korun na podporu paliativní péče ve 46 nemocnicích, hospicích a dalších zdravotních a sociálních zařízeních a udělil 21 stipendií v programu Avast Foundation Palliative Care Scholarship.
Na podporu studentů, doktorandů a mladých lékařů a vědců, zabývajících se problematikou Alzheimerovy choroby a příbuzných onemocnění, vypsal fond tzv. AVASTstipendium pro lidský mozek, které umožnilo 32 mladým lékařům a vědcům absolvovat stáže v zahraničí.

#### Spolu do života / Start together
Program je zaměřený na podporu rodin, do kterých se narodí dítě se zdravotním znevýhodněním. Cílem programu je podpořit aktivity nejrůznějších organizací, které rodinám pomáhají žít běžný rodinný život a svobodně o něm rozhodovat. Prvním vstupem nadačního fondu do této oblasti byla zpracování Analýzy rané péče v ČR. V prvním roce byl z programu podpořen rozvoj kapacit 23 poskytovatelů rané péče v ČR. Ve druhém ročníku byla vyhlášena dvě témata: Leadership akademie pro ranou péči a Podpora svépomocných rodičovských skupin. Do roku 2019 fond vynaložil více než 50 milionů korun na podporu dětí se zdravotním znevýhodněním.

#### Spolu s důvěrou / Together with trust
Dlouhodobá podpora provozních nákladů několika neziskových organizací, jejichž činnosti dala správní rada plnou důvěru a je v úzkém kontaktu s výsledky jejich práce. Příklady těchto organizací jsou Centrum Paraple, Člověk v tísni, Cesta domů, Domov Sue Ryder, Nadace Forum 2000 a další.
Dále je součástí tohoto programu i otevřené výzva, kde je dána možnost jakýmkoli obecně prospěšným projektům. Tento program je velmi flexibilní a může tak rychle pomoci i například lidem postiženým náhlou katastrofou.

#### Spolu se zaměstnanci / Together with employees
Tento program je zaměřený na rozvoj společenské odpovědnosti firmy Avast. Finančně podporuje obecně prospěšné organizace, o které se zajímají zaměstnanci firmy Avast Software. Do roku 2019 takto podpořil 364 projektů navržených zaměstnanci firmy AVAST z celého světa celkovou částkou téměř 17 milionů korun. Z tohoto programu byla podpořena mj. Wikimedia Česká republika.

#### Avast Foundation Awards
Nadační fond AVAST od roku 2017 uděloval ocenění pro odborníky z různých oblastí, které jsou spojeny se zájmy Nadačního fondu Avast, za jejich odvahu i jasný, otevřený a udržitelný přístup k rozvoji jejich oboru.
- 2017 významným osobnostem v oblasti paliativní péče v České republice: Petr Lokaj a Ondřej Sláma
- 2018 inovátorům, kteří usilují o to, aby současný systém výuky připravil děti na výzvy a příležitosti 21. století: Karel Strachota, Ondřej Neumajer
- 2019 vybraným projektům, které skrze různé formy mapují události období Sametové revoluce a připomínají důležitost demokratických hodnot

### Spolupráce
Největším dárcem nadačního fondu je společnost Avast Software. Dále však také Nadačnímu fondu přispívá Bank Gutmann Aktiengesellschaft, pobočka Česká republika, která se zaměřuje na podporu soběstačnosti lidí na vozíku. Nadační fond dále spolupracuje s odbornými partnery, kteří mu pomáhají s nastavováním a vyhodnocováním jednotlivých programů. Odborným garantem programu Spolu až do konce je Centrum paliativní péče, v průběhu realizace 2. ročníku (2016) se angažovalo také České centrum fundraisingu. Program Spolu do života odborně garantuje Terezie Hradilková, česká tyflopedka, která v oboru rané péče působí již od začátku 90. let a významně se zasadila o rozšíření a zvýšení kvality této služby v České republice.
Nadační fond taktéž dlouhodobě spolupracuje s poradenskou a auditorskou společností Ernst & Young.